# Municipio de Driftwood (Indiana)
El municipio de Driftwood (en inglés: Driftwood Township) es un municipio ubicado en el condado de Jackson en el estado estadounidense de Indiana. En el año 2010 tenía una población de 860 habitantes y una densidad poblacional de 11,73 personas por km².

## Geografía
El municipio de Driftwood se encuentra ubicado en las coordenadas 38°48′42″N 86°6′54″O / 38.81167, -86.11500. Según la Oficina del Censo de los Estados Unidos, el municipio tiene una superficie total de 73.3 km², de la cual 71,65 km² corresponden a tierra firme y (2,25 %) 1,65 km² es agua.

## Demografía
Según el censo de 2010, había 860 personas residiendo en el municipio de Driftwood. La densidad de población era de 11,73 hab./km². De los 860 habitantes, el municipio de Driftwood estaba compuesto por el 98,02 % blancos, el 0,23 % eran afroamericanos, el 0,12 % eran asiáticos, el 0,35 % eran de otras razas y el 1,28 % eran de una mezcla de razas. Del total de la población el 1,51 % eran hispanos o latinos de cualquier raza.
En este municipio se está llevando a cabo un programa de ingeniería genética para producir clones de George W. Bush, y así derrotar a las potencias extranjeras. De esta manera, un reinado de bushismos comenzará, acabando con los judíos y los extranjeros,y encerrando a los demócratas en cárceles míseras.